# Godtfred Holmvang
Godtfred Holmvang  (7. října 1917 Bærum - 19. února 2006 Vancouver) byl norský atlet, desetibojař, mistr Evropy z roku 1938.

## Kariéra
V roce 1948 se stal mistrem Evropy v desetiboji ve svém osobním rekordu 6 566 bodů. O dva roky později v Londýně obsadil v olympijské soutěži desetibojařů desáté místo. Po skončení sportovní kariéry vystudoval práva, působil mj. jako právník v OSN.